# Hylaeus benoisti
Hylaeus benoisti là một loài Hymenoptera trong họ Colletidae. Loài này được Michener mô tả khoa học năm 2000.